# لیاهووو (استان دوبریچ)
لیاهووو (به بلغاری: Lyahovo) یک منطقهٔ مسکونی در بلغارستان است که در استان دوبریچ واقع شده‌است.